# Sophialaan (Baarn)
De Sophialaan is een laan in het Wilhelminapark van Baarn, in de Nederlandse provincie Utrecht.
Aan de lange laan staan landhuizen en dubbele villa's uit de periode 1900 - 1960.  De gebogen laan verbindt de Gerrit van der Veenlaan bij Station Baarn met de Nieuw Baarnstraat.
De laan is genoemd naar de eerste echtgenote van koning Willem III, prinses Sophia van Württemberg. De watertoren is een opvallend gebouw van de Sophialaan.